# Jenny Lewis
Jenny Lewis (* 8. Januar 1976 in Las Vegas, Nevada) ist eine US-amerikanische Schauspielerin und Sängerin aus Los Angeles.

## Leben
In ihrer Kindheit wirkte sie als Schauspielerin in diversen Werbespots und Filmen wie Joy Stick Heroes und Troop Beverly Hills mit. Bei Dreharbeiten lernte sie auch Blake Sennett kennen, mit dem sie einige Zeit später die in der US-amerikanischen Indie-Szene mittlerweile sehr populäre Band Rilo Kiley gründete. Bekannt ist sie außerdem durch ihr Mitwirken als Gastsängerin in verschiedenen anderen Bands, z. B. The Postal Service und vielen Bands aus dem Umfeld des Saddle-Creek-Labels.
Im Januar 2006 veröffentlichte sie ihr erstes Soloalbum Rabbit Fur Coat, auf welchem sie teilweise sehr persönlich ihre Kindheitserfahrungen als Schauspielerin, ihr Verhältnis zu ihrer Mutter und zur Religion schildert. Musikalisch orientiert sich Jenny Lewis auf Rabbit Fur Coat an Soul- und Country-Legenden, wie z. B. Dusty Springfield und Loretta Lynn. Unterstützt wird sie durch die Gospelsängerinnen Chandra und Leigh Watson (The Watson Twins).
Am 23. September 2008 erschien ihr zweites Solo-Album Acid Tongue bei Warner Bros. Records.
Im Oktober 2010 veröffentlichte sie zusammen mit ihrem Partner Jonathan Rice unter dem Namen „Jenny and Johnny“ das Album I’m Having Fun Now.

## Filmografie
- 1985: Suburban Beat (Fernsehfilm)
- 1985: Unbekannte Dimensionen (The Twilight Zone, Fernsehserie, eine Folge)
- 1986: Life with Lucy (Fernsehserie, 13 Folgen)
- 1986: Convicted – Unschuldig schuldig (Convicted, Fernsehfilm)
- 1987: Onkel Toms Hütte (Uncle Tom’s Cabin, Fernsehfilm)
- 1987: Golden Girls (The Golden Girls, Fernsehserie, Folge 3x01)
- 1987: The Charmings (Fernsehserie, eine Folge)
- 1988: Trading Hearts
- 1988: A Place at the Table (Fernsehfilm)
- 1988: Meine Freunde, deine Freunde (Who Gets the Friends?, Fernsehfilm)
- 1988: Schuld und Fluch (My Father, My Son, Fernsehfilm)
- 1988: Eine Freundschaft in Wien (A Friendship in Vienna, Fernsehfilm)
- 1988: Mr. Belvedere (Fernsehserie, eine Folge)
- 1988: Unser lautes Heim (Growing Pains, Fernsehserie, eine Folge)
- 1989: Die Wilde von Beverly Hills (Troop Beverly Hills)
- 1989: Chaos hoch zehn (Fernsehserie, eine Folge)
- 1989: Shannon – Sein schwerster Fall (Shannon’s Deal, Fernsehfilm)
- 1989: Roseanne (Fernsehserie, eine Folge)
- 1989: Die reinste Hexerei (Free Spirit, Fernsehserie, eine Folge)
- 1989: Baywatch – Die Rettungsschwimmer von Malibu (Baywatch, Fernsehserie, Folge 1x11)
- 1989: Joy Stick Heroes (The Wizard)
- 1990: Perry Mason und der Trotzkopf (Perry Mason: The Case of the Defiant Daughter, Fernsehfilm)
- 1990–1991: Shannon’s Deal (Fernsehserie, 11 Folgen)
- 1991: Blinder Hass (Line of Fire: The Morris Dees Story, Fernsehfilm)
- 1991: Ein Vater auf der Flucht (Runaway Father, Fernsehfilm)
- 1991: Danielle Steels Väter (Daddy, Fernsehfilm)
- 1991–1993: Brooklyn Bridge (Fernsehserie, 12 Folgen)
- 1992: Familienstreß (Big Girls Don’t Cry… They Get Even)
- 1994: Mord ist ihr Hobby (Murder, She Wrote, Fernsehserie, eine Folge)
- 1994: Rebel Highway (Fernsehserie, eine Folge)
- 1995: Run a Mile in My Shoes (Kurzfilm)
- 1996: Sündiges Geheimnis – Ich liebe den Freund meiner Mutter (Sweet Temptation, Fernsehfilm)
- 1996: Foxfire
- 1996: Ein Leben in Schande – Die ganze Welt schaut auf Dich (Talk to Me, Fernsehfilm)
- 1997: Wait Till Dawn (Little Boy Blue)
- 1998: Pleasantville – Zu schön, um wahr zu sein (Pleasantville)
- 1999: Sechs unter einem Dach (Get Real, Fernsehserie, eine Folge)
- 2000: Noch mal mit Gefühl (Once and Again, Fernsehserie, eine Folge)
- 2001: Don’s Plum
- 2008: Bolt – Ein Hund für alle Fälle (Bolt, Stimme)
- 2009: The Late Late Show with Craig Ferguson (Fernsehserie, eine Folge)
- 2010: American Dad (American Dad!, Fernsehserie, eine Folge, Stimme)
- 2014: Comedy Bang! Bang! (Fernsehserie, eine Folge)
- 2015: A Very Murray Christmas

## Diskografie
Rilo Kiley
- Take-Offs and Landings (2001)
- The Execution of All Things (2002)
- More Adventurous (2004)
- Under the Blacklight (2007)

Solo
- Rabbit Fur Coat (2006) (mit The Watson Twins)
- Acid Tongue (2008)
- The Voyager (2014)
- She’s Not Me (2015)
- On the Line (2019)
- Joy'All (2023)

Jenny and Johnny
- I’m Having Fun Now (2010)